# Valentin Muratov
Valentin Ivanovich Muratov, em russo: Валентин Иванович Муратов, (Kostyukovo, 30 de julho de 1928 - Moscou, 6 de outubro de 2006) foi um ginasta que competiu em provas de ginástica artística pela extinta União Soviética. 
Em 1942, com o fechamento da maior parte das escolas de Moscou e a morte de seu pai, Valentin foi trabalhar em uma fábrica. Passados dois anos, sua mãe o fez voltar ao colégio. Lá, o professor de Educação Física, V. A. Korolkov, despertou o interesse do rapaz para os esportes, em especial, a ginástica. Rapidamente, Muratov dominiou os exercícios e passou a dedicar todo seu tempo livre às práticas. Em sua primeira competição, interna, terminou no quarto lugar geral. No ano seguinte, mudou de escola e de treinador. V. G. Andreev, planejou um novo treinamento para Valentin, sob o qual disputou outra competição, em 1947: o Campeonato Nacional, no qual conquistou a segunda posição geral e sua primeira medalha.
Profissionalmente, Valetin tornou-se campeão de Moscou no ano seguinte a sua estreia como ginasta de elite. Em duelos contra a seleção húngara, saiu-se bicampeão por equipes e medalhista do salto. Em 1952, estreou em Jogos Olímpicos, na edição finlandesa de Helsinque, na qual competiu em três finais e conquistou a primeira colocação por equipes. Em 1954, participou de seu primeiro Campeonato Mundial, a edição de Roma, da qual saiu-se como multimedalhista: ouro nas disputas coletivas, no individual geral - empatado com o compatriota Viktor Chukarin - no solo e na barra fixa, e bronze nas argolas. Em 1956, nos Jogos de Melbourne, conquisou o bicampeonato por equipes e duas vitórias individuais: solo e barra fixa. Dois anos mais tarde, tornou-se também bicampeão coletivo no Mundial de Moscou. Em nacionais, foi medalhista geral em quatro edições, embora campeão em apenas uma (1956).
No ano de 1959, Muratov aposentou-se das competições. Casado com Sofia Muratova, passou a trabalhar como treinador, treinando, inclusive, a seleção soviética. Um mês após a morte de sua esposa, faleuceu em outurbo de 2006.